# Expediția germană în Tibet din 1938-1939

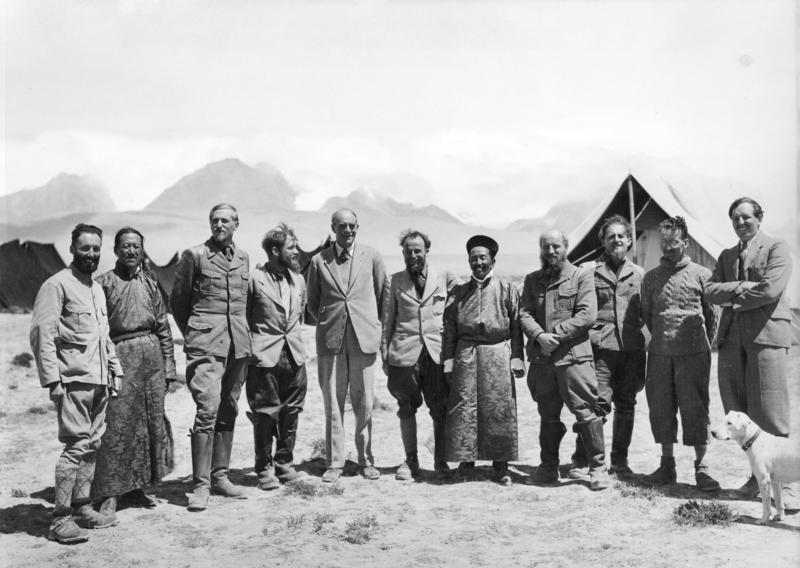
Membrii expediției împreună cu gazdele în Gangtok, Sikkim: (de la stânga la dreapta) necunoscut, tibetan necunoscut, Bruno Beger, Ernst Schäfer, Sir Basil Gould, Krause, tibetan necunoscut, Karl Wienert, Edmund Geer, necunoscut, necunoscut

Expediția germană în Tibet din 1938-1939 a fost o expediție științifică germană desfășurată între aprilie 1938 și august 1939, condusă de către zoologul german și ofițerul SS Ernst Schäfer.

## Origini
Reichsführer-ul SS Himmler a încercat să se folosească de reputația lui Schäfer pentru propaganda nazistă și l-a întrebat despre planurile sale de viitor. Schäfer i-a răspuns că ar vrea să conducă o altă expediție în Tibet și a solicitat ca expediția să aibă loc sub patronajul departamentului cultural al Ministerului Afacerilor Externe sau al Deutsche Forschungsgemeinschaft („Comunitatea germană pentru conservarea și promovarea cercetării”). Himmler era fascinat de misticismul asiatic și dorea, prin urmare, să trimită o expediție sub auspiciile institutului de cercetare pluridisciplinară Ahnenerbe („Moștenirea ancestrală”), așa că l-a însărcinat pe Schäfer să efectueze cercetări cu privire la teoria pesudoștiințifică a cosmogoniei glaciare a lui Hanns Hörbiger, promovată de Ahnenerbe. Schäfer urmărea obiective științifice și, prin urmare, a refuzat să-l includă în echipa sa pe Edmund Kiss, un adept al acestei teorii, și a pus 12 condiții pentru a asigura libertatea științifică a expediției. Prin urmare, Wolfram Sievers, directorul general al Ahnenerbe, a exprimat critici cu privire la obiectivele expediției și s-a opus sponsorizării ei de către Ahnenerbe. Cu toate acestea, Himmler a fost de acord să sprijine expediția cu condiția ca toți membrii ei să facă parte din SS, iar Schäfer a constatat că nu avea altă soluție decât să accepte propunerea înaltului comandant nazist.

## Denumiri
În timpul pregătirii expediției, Ernst Schäfer a folosit termenul „Expediția Schaefer 1938/1939” în antetul actelor și în cererile de sponsorizări trimise oamenilor de afaceri. Numele oficial al expediției a trebuit să fie schimbat din dispoziția institutului Ahnenerbe în „Expediția germană în Tibet a lui Ernst Schäfer” (cu litere mari), „sub patronajul Reichsführer-ului SS Himmler și în asociere cu Ahnenerbe” (cu litere mici).
După ce consulul general german de la Calcutta a criticat antetul într-un raport trimis Ministerului de Externe al Germaniei, „argumentând că antetul autorizat era contraproductiv și a generat imediat neîncredere în rândul britanicilor”, Schäfer „a comandat un antet nou și discret, cu un font Antiqua, care conținea textul: Deutsche Tibet Expedition Ernst Schäfer”'. În timpul expediției, Schäfer a folosit doar hârtie cu acest din urmă antet sau hârtia cu antetul inițial „Expediția Schaefer”. Antetul autorizat de Ahnenerbe a fost folosit doar înainte de plecarea echipei.
Scriitorul britanic Christopher Hale susține că nu se poate afirma că Schäfer a fost independent de SS și că a putut să efectueze cercetări „științifice pure” deoarece în cursul expediției s-a folosit o hârtie cu un antet special: în toate obiectivele sale, expediția a rămas sub patronajul lui Himmler, iar Schäfer nu a avut nici un interes să-i piardă sprijinul.
La vremea sa, expediția a fost menționată frecvent în ziarele și revistele academice germane ca „Expediția SS în Tibet” care era patronată de Heinrich Himmler, iar toți cei cinci membri erau ofițeri SS. Denumirea „Expediția SS în Tibet” a fost folosită chiar de Ernst Schäfer în revista Atlantis. „Expediția SS în Tibet” este titlul folosit într-un raport din 1946 al serviciilor de informații militare americane din Europa de Vest.
În „Register of the Heinrich Himmler Papers”, 1914-1944, arhivat la centrul Hoover al Universității Stanford, dosarul care conține materiale referitoare la expediție poartă titlul de „The SS-Tibet-Expedition, 1939”.
Această denumire este încă folosită de cercetătorii moderni, cum ar fi Mechtild Rössler în 2001 și Suzanne Heim în 2002, precum și de scriitorul Peter Lavenda în 2002.

## Finanțare
Potrivit lui Christopher Hale, din moment ce Ernst Schäfer a cerut peste 60.000 de mărci germane pentru expediție, iar seifurile SS-ului erau goale la acea vreme, el a fost nevoit să adune singur fonduri.
Potrivit cercetătoarei Isrun Engelhardt, expediția nu a fost finanțată de Ahnenerbe. Ernst Schäfer a strâns singur fonduri, care au provenit în proporție de 80% de la Consiliul pentru Publicitate și Relații Publice al Industriei Germane (Werberat der deutschen Wirtschaft), precum și de la marile întreprinderi germane, Deutsche Forschungsgemeinschaft („Comunitatea germană pentru conservarea și promovarea cercetării”) și Brooke Dolan II. Prietenii personali ai lui Himmler au sponsorizat doar zborul înapoi în Germania.
Potrivit United States Forces, finanțarea expediției a fost asigurată de diverși contribuitori publici și particulari, iar zborul de întoarcere în Germania a fost plătit de SS. Costul dotării expediției a fost de 65.000 de mărci, iar expediția în sine a costat alți 65.000 de mărci, fără zborul înapoi.

## Membri

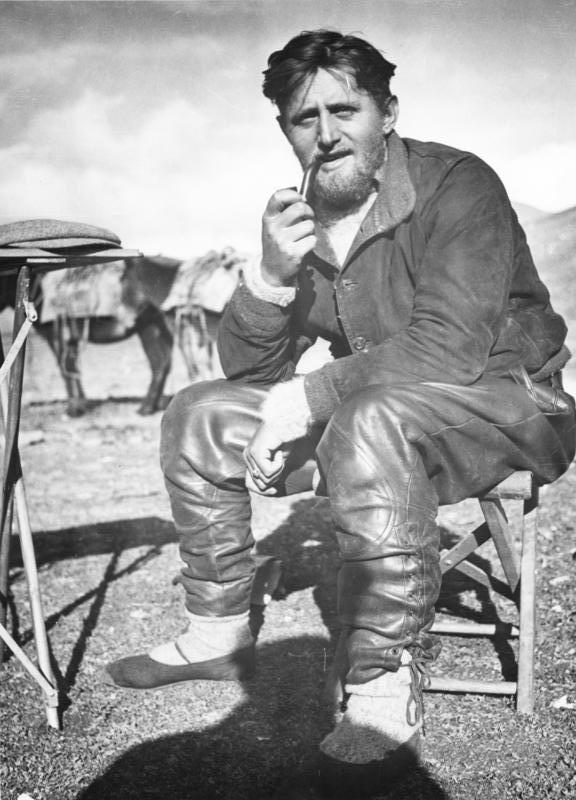
Edmund Geer în Tibet, 1938.

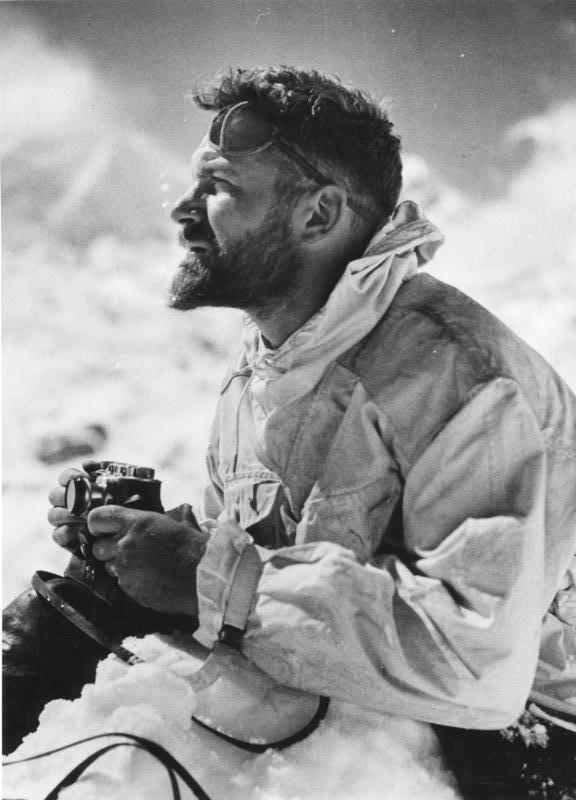
Ernst Schäfer în Tibet, 1938.

Ernst Schäfer era membru al SS, atunci când a ajuns la consulatul german din Chungking în 1935. Schäfer tocmai se întorsese dintr-o călătorie prin unele părți din Asia, în special India și China, în care ceilalți doi colegi de expediție l-au abandonat de frica triburilor autohtone. Schäfer a transformat expediția dintr-un eșec total într-un mare succes, deoarece SS-ul a aflat și i-a trimis o scrisoare prin care îl informa că a fost avansat la gradul de Untersturmführer și îl chema înapoi în Germania. În iunie 1936 Schäfer s-a întâlnit cu Himmler, care i-a informat pe Sievers și Galke că intenționează organizarea unei expediții în Tibet.
Schäfer a selectat bărbați tineri, care i s-au părut potriviți pentru o călătorie dificilă. Karl Wienert (un asistent al celebrului explorator Wilhelm Filchner, în vârstă de 24 de ani) era geologul echipei. Edmund Geer, în vârstă tot de 24 de ani, a fost selectat drept conducător tehnică pentru organizarea expediției. Un coechipier un pic mai în vârstă (38 de ani) era Ernst Krause (a nu se confunda cu biologul german cu același nume), care avea dubla sarcină de cameraman și entomolog. Ultimul membru al expediției a fost antropologul rasial Bruno Berger (26 ani), un student al profesorului Hans F. K. Günther.

## Obiective

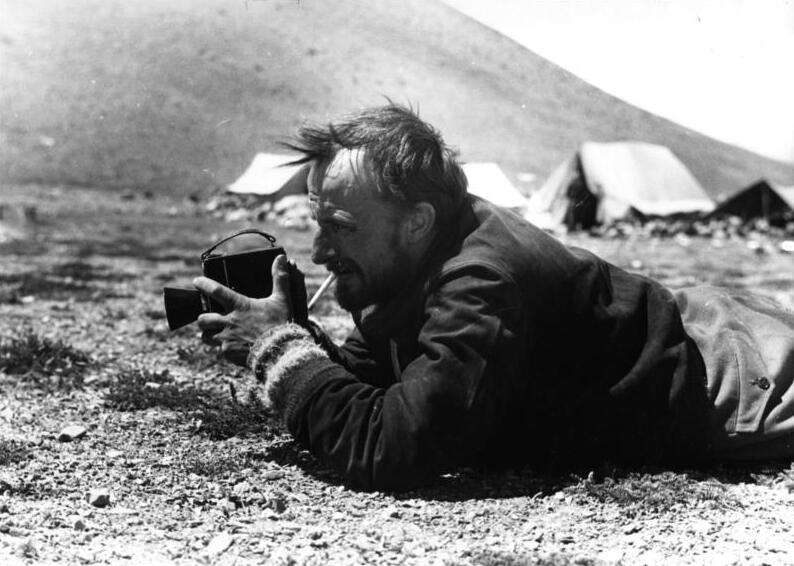
Ernst Krause filmând măzărichea albastră.

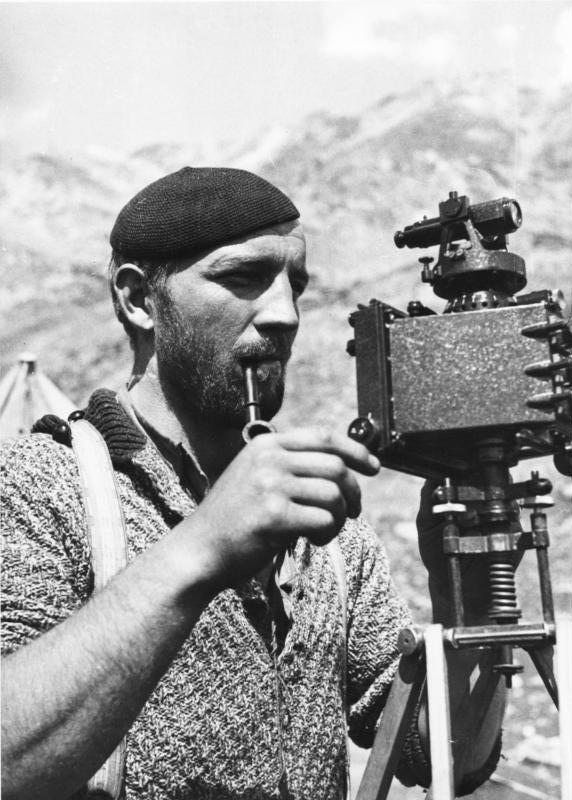
Karl Wienert realizând măsurători fotogrametrice.

Cercetătorul Roger Croston a descris obiectivul expediției ca fiind „o abordare holistică a unei documentări biologice complete a Tibetului, alături de o sinteză a științelor naturale interrelaționate precum geografia, cartografia, geologia, magnetica pământului, clima, plantele, animalele și oamenii.”
Reacționând la concluziile dr. Isrun Engelhardt că expediția lui Schäfer avea un caracter „pur științific” și la afirmația ei că contextul istoric al Germaniei din anii 1930 făcea ca obiectivele expediției să pară oarecum sinistre, scriitorul britanic Christopher Hale observă că „în timp ce ideea de botanică nazistă sau de ornitologie nazistă este, probabil, absurdă, alte științe nu sunt atât de inocente – iar mica expediție a lui Schäfer a constituit o parte reprezentativă a științei germane din anii 1930.” Pentru Hale, aceasta are o semnificație majoră, deoarece „în timpul celui de-al Treilea Reich antropologia și medicina au fost exploatate cu sânge rece pentru a adopta și susține un crez ucigaș”. Au existat acuzații că unul dintre scopurile expediției era de a stabili dacă Tibetul era leagănul „rasei ariene”. Efectuarea unor măsurători craniene și realizarea unor mulaje faciale de către antropologul Bruno Beger a susținut aceste acuzații.
Hale reamintește, de asemenea, existența unei informări secrete trimise de ministrul propagandei Joseph Goebbels  ziarelor germane în 1940, în care a precizat că „sarcina principală a expediției în Tibet” era „de natură politică și militară” și „nu avea prea mare legătură cu rezolvarea chestiunilor științifice”, adăugând că detaliile nu puteau fi dezvăluite.
Cu toate acestea, Croston este de acord cu Engelhardt și afirmă că expediția „a fost planificată ca o misiune științifică [...] dar a fost prinsă în politica vremii. [...] Refuzul vehement al lui Schaefer de a accepta planurile lui Himmler a făcut, în cele din urmă, ca expediția să nu fie sponsorizată de SS-ul lui Himmler sau de organizațiile ei pentru că s-a aflat în afara domeniului său de activitate.”
Jurnalistul chinez Ren Yanshi, citând săptămânalul austriac Wochenpresse, scrie că prima sarcină majoră a expediției a fost „investigarea posibilității de a folosi regiunea ca o bază pentru atacarea trupelor britanice staționate în India”, în timp ce a doua sarcină majoră a acesteia a fost „verificarea teoriei rasiale naziste a lui Heinrich Himmler că un grup de arieni cu sânge pur a trăit în Tibet”.
Potrivit jurnalistului american Karl E. Meyer, unul dintre obiectivele expediției a fost pregătirea hărților și a documentației „pentru o eventuală utilizare a Tibetului ca loc de pregătire a unor atacuri de gherilă împotriva Indiei Britanice”.
Eseistul italian Claudio Mutti a susținut că planul oficial prevedea cercetări privind formele de teren, clima, geografia și cultura regiunii, precum și contactarea autorităților locale pentru înființarea unei reprezentanțe în acea țară.

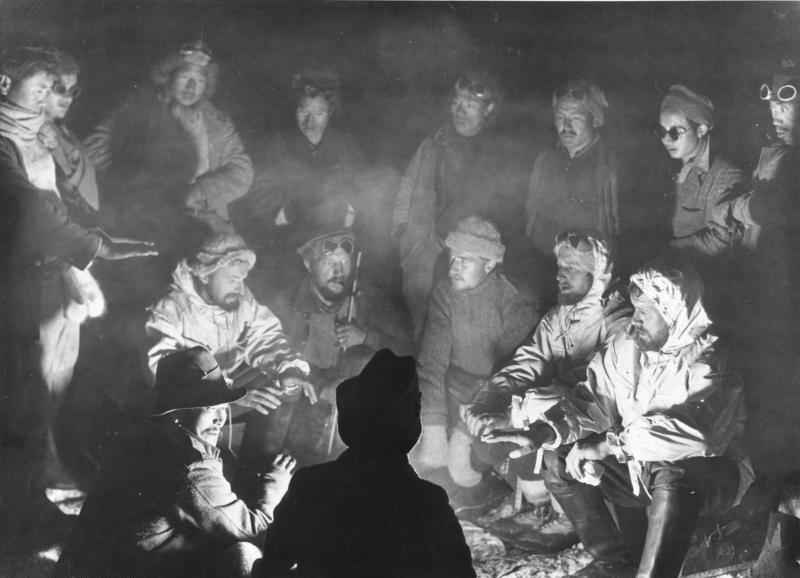
Fotografie cu membrii expediției

Potrivit lui Claudio Mutti, grupul celor cinci cercetători au intenționat să-l întâlnească pe regentul Tibetului și să viziteze orașele sfinte Lhasa și Shigatse. Chiar și în condițiile dificile din perioada premergătoare războiului grupul a reușit să intre în contact cu autoritățile și cu poporul tibetan. Exploratorii s-au întors în Germania cu o ediție completă a textelor sacre tibetane Kangyur (108 volume), cu exemple de Mandala, cu alte texte antice și cu un document cu privire la „rasa ariană”. Aceste documente au fost păstrate în arhivele Ahnenerbe.

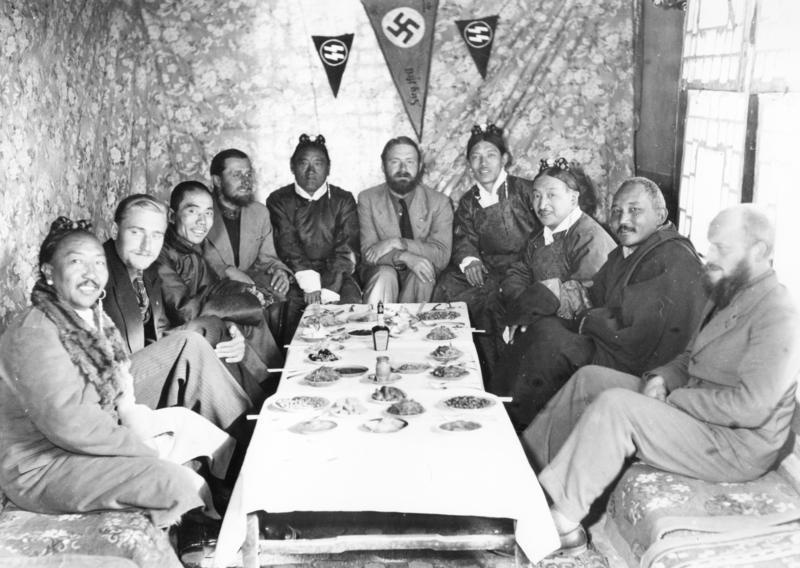
Sub fanioanele SS și ale unui fanion cu o svastică, membrii expediției discută cu unii demnitari tibetani și cu reprezentantul chinez din Lhasa; de la stânga: Beger, Chang Wei-pei, Geer; în centru: Tsarong Dzasa, Schäfer; la dreapta: Wienert, Möndro (Möndo)

## Detaliile expediției

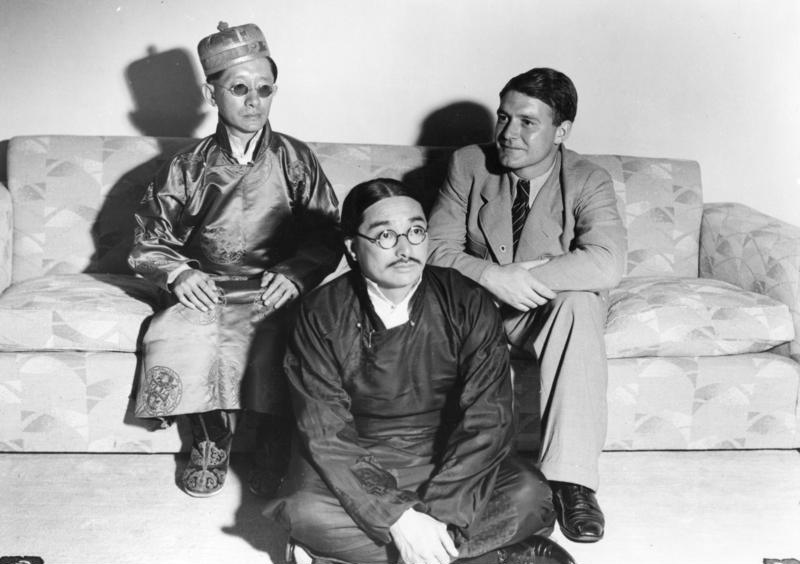
Ernst Schäfer cu Tashi Namgyal (maharajahul din Sikkim) și cu Tashi Dadul, scretarul general al monarhului

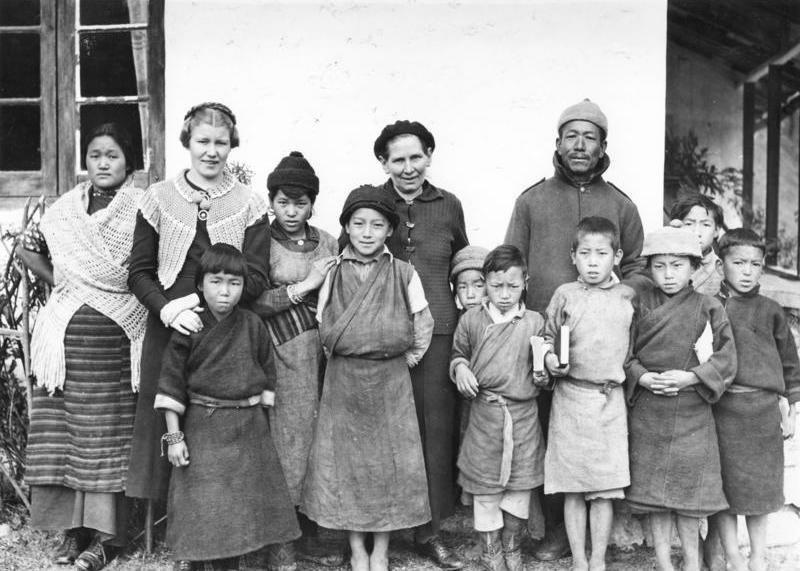
Școala misionară din Lachen, o misionară finlandeză cu asistenta ei și cu un pastor băștinaș

În iulie 1937 expediția a suferit o amânare atunci când Japonia a invadat China, ruinând planurile lui Schäfer de a călători pe cursul fluviului Yangtze pentru a ajunge în Tibet. Schäfer a zburat la Londra pentru a cere permisiunea de a călători prin India, dar a fost refuzat de guvernul britanic, care se temea de un război iminent cu Germania.
Un alt incident care a influențat pregătirea expediției tibetane a avut loc pe 9 noiembrie 1937, în cursul unei vânători de rațe, când Schäfer, soția lui (cu care se căsătorise de abia patru luni) și doi servitori erau într-o barcă. Un val brusc l-a făcut pe Schäfer să scape din mâini arma care s-a descărcat brusc, rănind-o mortal pe soția lui. În ciuda problemelor emoționale ulterioare, Schäfer s-a întors la pregătirea expediției după opt săptămâni.
Într-o mișcare care l-a făcut să piardă sprijinul Ahnenerbe, Schäfer a cerut lui Himmler să-i permită să ajungă în India și să forșeze de acolo pătrunderea în Tibet. Himmler a fost de acord cu acest plan și a încercat să-l dezvolte, contactând persoane influente, inclusiv pe ministrul german de externe Joachim von Ribbentrop. La 21 aprilie 1938 echipa a plecat din Genova (Italia) către Ceylon, de unde cei cinci exploratori urmau să călătorească spre Calcutta (India Britanică).
Cu o zi înainte ca echipa să părăsească Europa Volkischer Beobachter a publicat un articol despre expediție, alertând autoritățile britanice cu privire la intențiile membrilor expediției. Schäfer și Himmler au fost amândoi furioși: Schäfer s-a plâns la sediul SS, iar Himmler, la rândul său, i-a scris amiralului Barry Domvile. Domvile, care era un susținător nazist și fost șef al serviciilor de informații navale britanice, a transmis scrisoarea prim-ministrului Neville Chamberlain. Chamberlain a permis echipei SS să intre în Sikkim, o regiune aflată la granița cu Tibetul.

### Călătoria prin Sikkim
În Gangtok, capitala Sikkimului, echipa a închiriat o caravană de 50 de catâri și a căutat hamali și interpreți tibetani. Aici au fost observați de oficialul britanic Sir Basil Gould, care l-a descris pe Schäfer ca un bărbat „interesant, puternic, nestatornic, erudit, orgolios până în punctul de a deveni pueril, disprețuitor al convențiilor sociale” și a menționat că el era hotărât să intre în Tibet, indiferent dacă avea sau nu permisiune.
Echipa și-a început expediția pe 21 iunie 1938, călătorind pe valea râului Teesta și apoi îndreptându-se spre nord. Krause a pus capcane ușoare pentru a captura insecte, Wienert a urcat dealurile pentru a face măsurători, Geer a colectat exemplare ale unor specii de păsări și Beger a oferit localnicilor ajutor medical în schimbul cărora i s-a permis să facă măsurători.

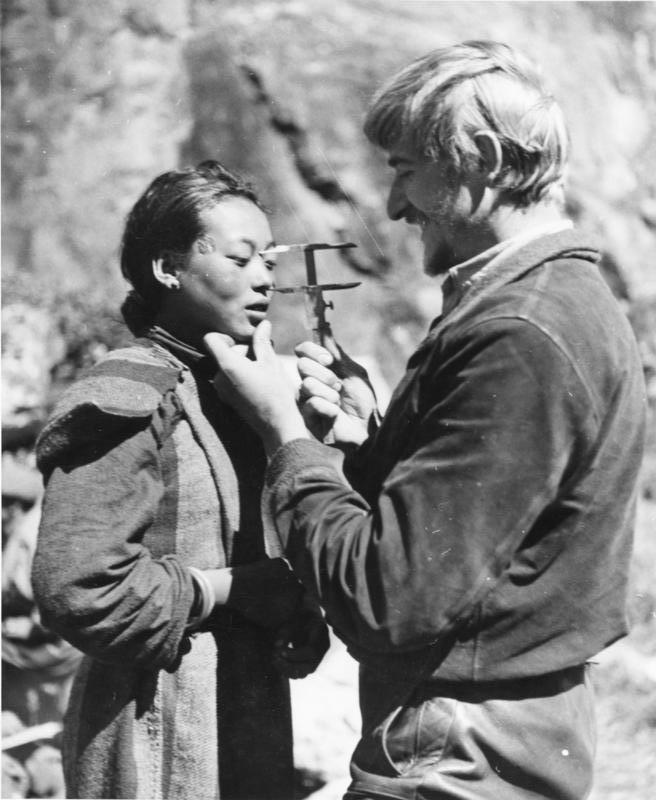
Beger făcând măsurători craniene

În august 1938 un înalt oficial al Rajah Tering, un membru al familiei regale sikkimeze care trăia în Tibet, a ajuns în tabăra echipei. Deși Beger a dorit să ceară permisiunea musafirului pentru a-l măsura, a fost descurajat de hamalii tibetani care l-au convins să aștepte întoarcerea lui Schäfer de la o vânătoare. Schäfer s-a întâlnit cu oficialul și i-a oferit o mulțime de cadouri.
În decembrie 1938 consiliul de miniștri al Tibetului i-a invitat pe Schäfer și echipa lui în Tibet, însă le-a interzis să ucidă animale în timpul șederii lor, invocând preceptele lor religioase. După o călătorie de aprovizionare înapoi la Gangtok, Schäfer a aflat că el a fost avansat la gradul de Hauptsturmführer și că ceilalți membri ai echipei au fost promovați la gradul de Obersturmführer.

### Călătoria la Lhasa

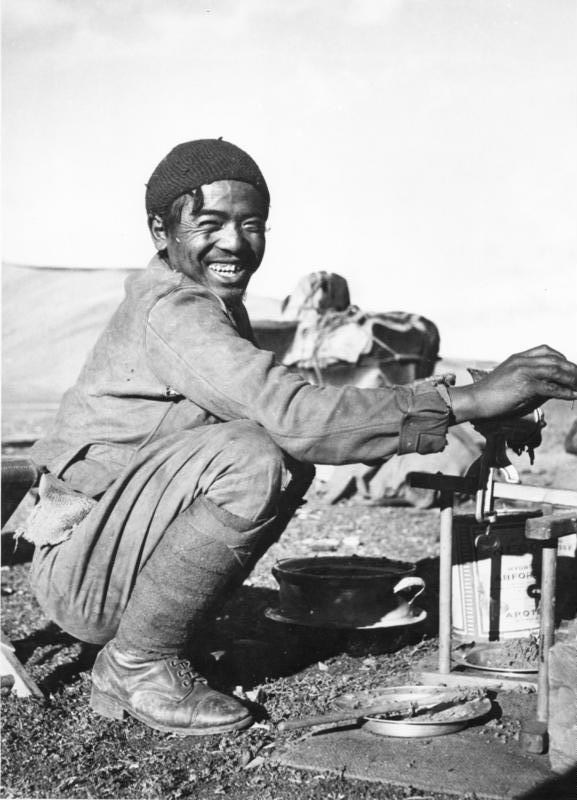
Șerpașul Passang fumând o țigară.

În timpul călătoriei în regiunile înalte ale Tibetului Beger a început să facă mulaje faciale ale populației locale, inclusiv ale servitorului personal, un șerpaș nepalez pe nume Passang. În timpul primei turnări a mulajului, pasta a intrat într-una dintre nările lui Passang, iar acesta s-a panicat și a sfâșiat masca. Schäfer a amenințat că-i va concedia pe cărăușii care au văzut incidentul, dacă ei vor spus cuiva ce s-a întâmplat. Majoritatea tibetanilor au avut o atitudine mult mai prietenoasă și mai veselă, cu toate acestea, și s-au păstrat fotografii și imagini de film în care apar zâmbind și râzând în timp ce li se făceau măsurători ale feței și ale craniului.

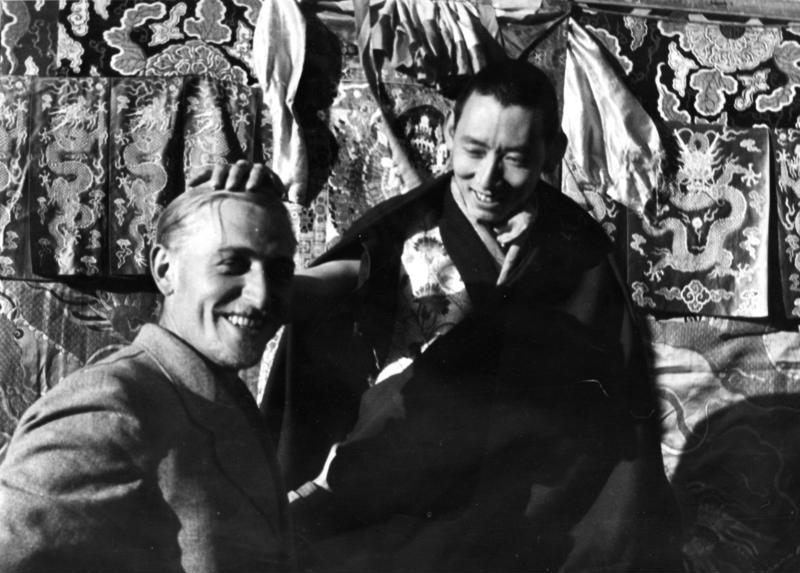
Beger cu regentul Tibetului, în Lhasa.

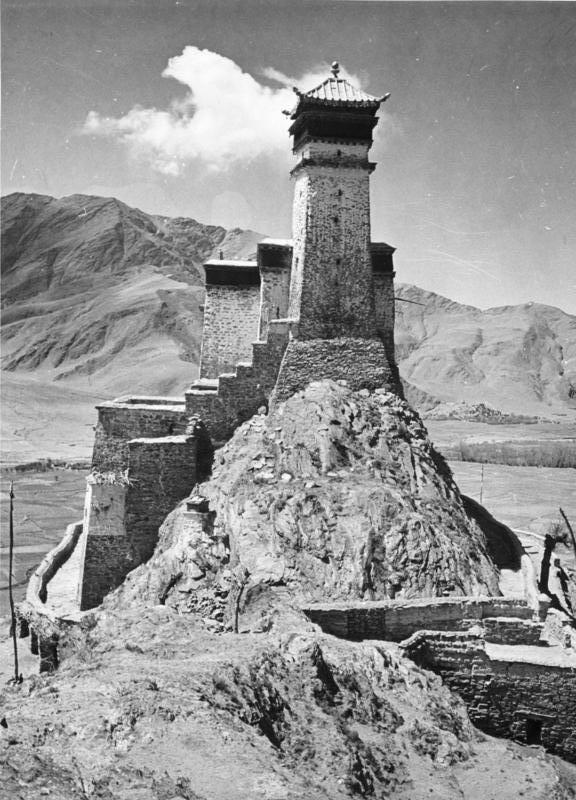
Fortăreața Yumbulagang așa cum a fost fotografiată de Ernst Krause în 1938

Pe 19 ianuarie 1939 echipa a ajuns la Lhasa, capitala Tibetului. Schäfer și-a prezentat omagiile miniștrilor tibetani și unui nobil local. El a dat oficialilor fanioane naziste, explicând respectul arătat svasticii în Germania. Permisiunea de a rămâne în Lhasa i-a fost prelungită și i s-a permis să fotografieze și să filmeze în întreaga regiune. Echipa a petrecut două luni în Lhasa, adunând informații cu privire la agricultură, cultură și religie.
Din moment ce sosirea expediției fusese anunțată în prealabil, membrii săi, potrivit mărturiei lui Bruno Beger, au fost bine primiți peste tot în Tibet și au fost aprovizionați cu toate lucrurile care le erau necesare pentru ședere și călătorie. În Lhasa ei s-au aflat în strânsă legătură cu oficialii guvernamentali și cu alte persoane importante.
Schäfer s-a întâlnit în mai multe rânduri cu regentul Tibetului, Reting Rinpoche. În cursul unei întâlniri, regentul l-a întrebat în mod direct dacă Germania ar fi dispusă să vândă arme Tibetului.

### Călătoria la Gyantse și Shigatse
În martie 1939 expediția a părăsit Lhasa și s-a îndreptat spre Gyantse, însoțită de un oficial tibetan. După ce au explorat ruinele capitalei antice Jalung Phodrang, membrii expediției au ajuns în luna aprilie la Shigatse, orașul de reședință al lui Panchen Lama. Ei au avut parte de o primire călduroasă din partea localnicilor, iar mii de oameni au venit să-i salute. În „Raportul final de interogare al serviciilor americane” din 1946 Schäfer susține că l-a întâlnit pe „regentul progerman din Shigatse” (cel de-al 9-lea Panchen Lama murise în 1937 și al 10-lea a sosit aici abia în 1951). În luna mai expediția s-a întors la Gyantse unde au avut loc negocieri cu autoritățile locale britanice cu privire la drumul de întoarcere către India și la transportarea echipamentelor și colecțiilor expediției.

## Comunicarea cu autoritățile germane
În timpul șederii sale în Lhasa, Ernst Schäfer s-a aflat în contact cu Germania prin intermediul poștei și al aparatului radio deținut de Legația Chineză. Himmler ar fi urmărit cu mare interes activitatea expediției, i-a scris mai multe scrisori lui Schäfer și chiar l-a felicitat de Crăciun printr-un mesaj radio emis pe unde scurte.

## Rezultatele cercetării

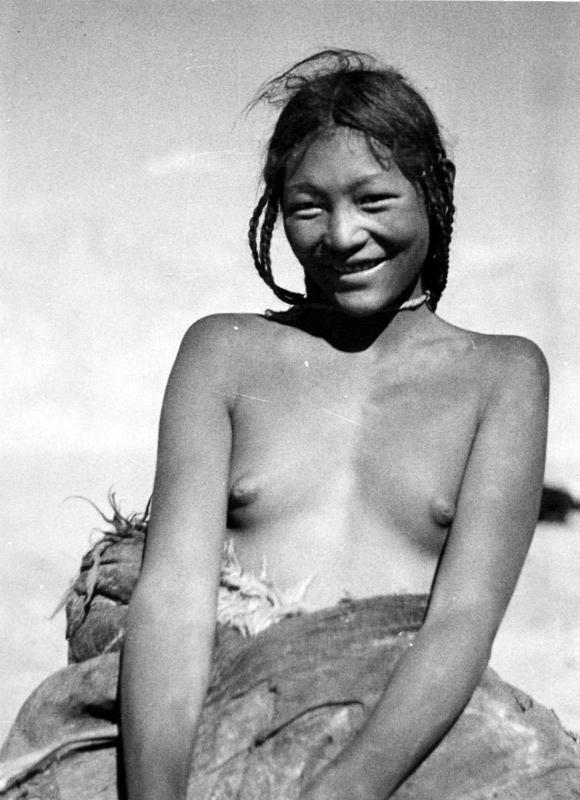
O fată golok, fotografiată de Ernst Schäfer

Germanii au adunat tot ce au putut: mii de artefacte, un număr foarte mare de plante și animale, inclusiv exemplare vii. Au trimis înapoi de exemplare din cele trei rase de cîini tibetani, specii rare de feline, lupi, bursuci, vulpi, piei de animale și de păsări.
Membrii expediției au colectat o cantitate mare de plante, în special de sute de soiuri de orz, grâu și ovăz. Semințele au fost ulterior stocate în depozitele Institutului de Genetica Plantelor din Lannach, în apropiere de Graz (Austria), un centru de cercetare condus de botanistul SS Heinz Brücher. Brücher trăia cu speranța de a utiliza atât colecția tibetană, cât și colecția Institutului Vavilov din teritoriile răsăritene pentru a selecta plante de cultură capabile să reziste la schimbările climatice din Europa de Est – considerată la momentul respectiv ca făcând parte din Lebensraum-ul („spațiul vital”) nazist – cu scopul de a ajunge la autarhie.
Wienert a înregistrat patru seturi de date geomagnetice, Krause a studiat viespile tibetane, iar Schäfer a observat ritualuri tibetane, inclusiv înmormântările celeste (el chiar a cumpărat niște cranii umane). Au făcut fotografii și au filmat evenimente culturale locale, în special spectaculoasele festivități de Anul Nou, când zeci de mii de pelerini au venit în Lhasa. Bruno Beger a realizat măsurători a 376 de oameni, a făcut mulaje ale craniilor, fețelor, mâinilor și urechilor a încă 17 persoane și a luat amprente digitale și mulaje ale mâinilor de la alte 350 de persoane. În scopul efectuării cercetărilor, el s-a dat drept medic pentru a câștiga încrederea nobililor tibetani, distribuind medicamente și îngrijindu-i pe călugării care sufereau de boli cu transmitere sexuală.
Schäfer a realizat observații meticuloase cu privire la obiceiurile culturale și religioase ale tibetanilor, de la diferitele festivaluri budiste colorate până la atitudinea tibetanilor față de căsătorie, viol, menstruație, nașterea copiilor, homosexualitate și masturbare. În descrierea homosexualității tibetane el a descris diferitele poziții sexuale practicate de mai vârstnicii lama cu băieții mai tineri și a continuat apoi să explice cum homosexualitatea a jucat un rol important în politica la nivel înalt din Tibet. Există pagini de observare atentă a populațiilor himalayene angajate într-o varietate de acte intime.
Schäfer a prezentat rezultatele expediției pe 25 iulie 1939 la Himalaya Club Calcutta.

## Întoarcerea acasă
După ce Schäfer a citit o scrisoare de la tatăl său, care-l informa cu privire la pericolul iminent al unui război și îl zorea să se întoarcă în Germania cât mai repede posibil, Schäfer a decis să se întoarcă în țara sa natală. Schäfer și camarazii săi au trimis două scrisori de mulțumire (una lui Hitler și cealaltă lui Himmler), după care au părăsit Lhasa în august 1939. Ei au luat cu ei două cadouri pentru Hitler, constând dintr-un costum lama și un câine de vânătoare, precum și o copie a „Bibliei” tibetane, scripturile Kangyur în 120 de volume. S-au îndreptat la sud, către Calcutta, au urcat într-un hidroavion la gura râului Hooghly și au început călătoria spre casă.
Potrivit lui Engelhardt:

De la Calcutta expediția a luat mai întâi un hidroavion British Airways către Bagdad, care a avut probleme cu motorul și a fost forțat să efectueze o aterizare de urgență la Karachi. În Bagdad ei au avut norocul să-și poată continua zborul spre Atena cu un JU 52 al Lufthansa. Au aflat câteva ore mai târziu că precedentul lor hidroavion de la British Airways s-a scufundat în largul coastelor Alexandriei. O surpriză i-a așteptat la Atena, unde s-au urcat într-o aeronavă specială nouă care a fost pusă la dispoziția lor de guvernul german pentru întoarcerea lor în siguranță acasă.

Potrivit lui Trimondis ei au fost întâmpinați pe pista aeroportului Tempelhof din Berlin de un Heinrich Himmler aflat în stare de extaz, care i-a acordat lui Schäfer inelul cu craniu al SS și pumnalul de onoare.
Atunci când a fost interogat de serviciile de informații militare americane în februarie 1946, Schäfer a declarat că, după întoarcerea sa, a avut o întâlnire cu Himmler în care și-a prezentat planul de a organiza o nouă expediție în Tibet, în caz de război, pentru a atrage Tibetul de partea Germaniei și de a organiza acolo o mișcare de rezistență. Proiectul nu a mai fost pus în aplicare.
După întoarcerea în Germania, Wienert, Krause și Geer s-au întors la viața civilă și nu s-a mai auzit de ei. Beger a lucrat împreună cu anatomistul August Hirt la Reichsuniversität Straßburg (Universitatea germană din Strasbourg). Misiunea sa, pe care a îndeplinit-o, a fost să-i ofere medicului nazist o selecție de deținuți de diverse tipuri etnice, proveniți de la Auschwitz, pentru a servi experimentelor rasiale ale lui Hirt.
În 1943 Schäfer a primit propriul său institut în cadrul Ahnenerbe. El l-a numit „Institutul Sven Hedin pentru cercetarea interiorului Asiei” după un explorator suedez care a vizitat Tibetul în 1907.
În același an a fost lansat filmul documentar Geheimnis Tibet, alcătuit din diverse role aduse din Tibet. Filmul a avut premiera pe 16 ianuarie, cu ocazia inaugurării Institutului Sven Hedin, la care a asistat chiar exploratorul suedez.
Din cauza războiului, scrierile lui Schäfer cu privire la călătorie au fost publicate abia în 1950, sub titlul „Festival of the White Gauze Scarves: A research expedition through Tibet to Lhasa, the holy city of the god realm”.
Pe tot parcursul expediției, Beger a ținut un jurnal de călătorie care a fost publicat 60 de ani mai târziu sub formă de carte, cu titlul Mit der deutschen Tibetexpedition Ernst Schäfer 1938/39 nach Lhasa (Wiesbaden, 1998). Există doar 50 de exemplare ale cărții.